# TAKERU
日本太鼓 TAKERU〜猛〜（たける）は、日本の和太鼓奏者。創作和太鼓集団「日本太鼓」所属。出生名は根津 健浩。

## 経歴
2001年
- 富士山太鼓祭り「大太鼓一人打ちコンテスト」最優秀賞受賞。

2006年
- 根津健浩より「TAKERU」に改名。

現在も千葉県を中心に、日本各地、世界各地で活躍中。